# Ташкентская крепость

Ташкент. Вид крепости, построенной генералом Черняевым.

Фрагмент карты Ташкента 1910 года с подробным планом крепости.

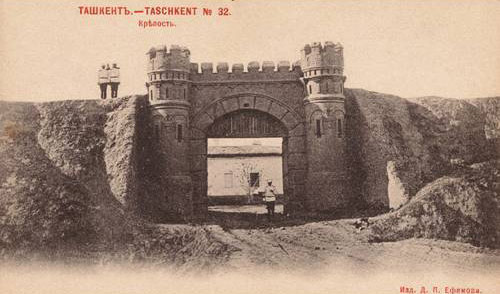
Ташкент. Вид крепостных ворот.

Ташкент. Вход колонны солдат в крепость через крепостные ворота.

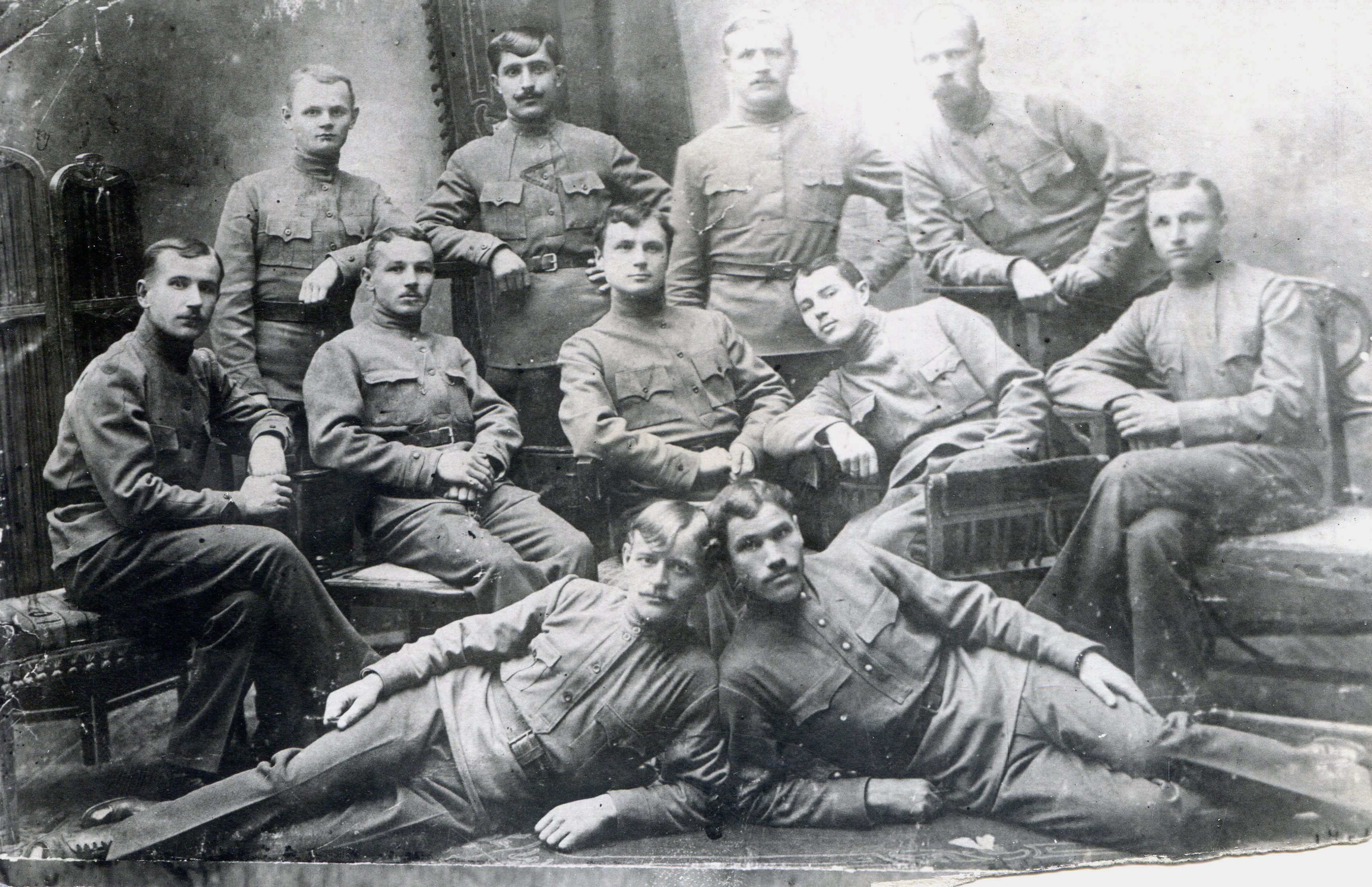
1918 год. Командиры Ташкентской крепости. Среди прочих: Помощник начальника учебной команды гарнизона крепости Шешарин и Казаков — расстреляны в 1919 году как агенты К. Осипова, при помощи которых Осипов должен был занять крепость в Ташкенте в январе 1919 года.

Ташке́нтская кре́пость — фортификационное сооружение, укреплённый оборонительный пункт в городе Ташкент.
Крепость была построена генералом М. Г. Черняевым напротив ворот Коймас (Катаган) на левом берегу канала Анхор после занятия Ташкента русскими войсками в июне 1865 года. Ташкентская крепость возводилась наёмными рабочими, а организация их найма осуществлялась купцами.

## История
Строительство осуществлялось в августе — октябре 1865 года по фортификационным правилам того времени. Крепость имела форму неправильного шестиугольника, обнесенного высокими земляными валами с развитыми угловыми бастионами. В отдельных местах по верху вала проходила кирпичная стена с вертикальными бойницами для ружейного огня. Внутри крепости были казармы для шести рот пехоты (располагались части первого Туркестанского линейного полка, команды артиллерийского склада и мастерских), постройки для офицеров, лазарет на 150 коек, цейхгауз и пороховой погреб. Здание офицерского собрания гарнизона крепости выстроено в 80-х годах XIX века военным инженером полковником Георгием Ивановичем Шлейфером.
Главным въездом в крепость стали её эффектно смотрящиеся восточные ворота, обращенные в сторону нового, строящегося русского города, выполненные из жженого серо-желтого кирпича местного производства. Всего крепость имела трое ворот, названных в честь русских офицеров, отличившихся при штурме Ташкента: Месяцева, Хмелёва и Обуха
Крепость была построена с таким расчётом, чтобы господствовать над «старым» туземным городом и обеспечивать защиту нового строящегося европейского города.
С 1867 года по 1883 (до 1905 года) год ежедневно в 12 часов раздавался холостой пушечный выстрел — сигнал для определения точного времени, из пушки стоявшей на одном из барбетов крепостной стены. Крепость была соединена линией связи с Ташкентской астрономической и физической обсерваторией, и потому полуденный выстрел отличался очень высокой точностью. В 1899 году Ташкентская крепостная артиллерия (Ташкентская артиллерийская рота) выделена из состава Ташкентского артиллерийского склада и наименована Туркестанскою. 15 ноября (в ночь с 15 на 16 ноября) 1905 года произошло восстание (бунт) солдат 1-го Ташкентского резервного батальона, Ташкентского артиллерийского склада и артмастерских, Туркестанского артиллерийского полка и 1-го Туркестанского летучего полка. Взбунтовавшиеся солдаты были окружены превосходящими силами 1-го, 2-го и 3-го Туркестанских стрелковых батальонов и после короткого боя сложил оружие. Итоги: «Убито — 3, ранено — 28, в каторгу осуждено — 5, в дисциплинарный батальон — 15, на хлеб и на воду под арест — 48 человек»
Позднее, во время революционных событий в Ташкенте гарнизон крепости сыграл решающую роль в подавлении Осиповского мятежа в Ташкенте в январе 1919 года.
В советское время, приблизительно до середины 70-х годов XX века на территории крепости сохранялись дома военного городка, в котором жили семьи военнослужащих. В одном из домов на территории крепости до 1970-х годов находился проектный институт «Военпроект»
В начале 70-х годов XX века на территории бывшей крепости был организован детский парк и действовал детский кинотеатр «Пионер». А на месте одного из крепостных валов в начале 60-х годов XX века на Узбекистанском проспекте было построено современное новое здание Центрального Комитета коммунистической партии Узбекской ССР (ЦК КП УзССР) впоследствии (после августа 1991 года) после получения Узбекистаном независимости ставшее резиденцией Президента Узбекистана.

## Комендант крепости
Комендант крепости:
- Бек, полковник[15]
- И. П. Белов, краском, с марта 1918 года[16] — апрель 1919 года.
- К. П. Ревякин, краском, бывшый командир отряда «Первый боевой поезд Красной армии», с 14 января 1919 года[17].